# CISPR 32
CISPR 32 és una normativa internacional sobre compatibilitat electromagnètica creada per l'organisme CISPR. Aplica a equipaments del sector multimèdia (relatius a imatge, so i informació). El subjecte de la norma són les interferències radioelèctriques, concretament els mètodes i límits de les mesures a realitzar.

## Ambit d'aplicació
Aplica a equipaments referents a multimèdia amb alimentació contínua o alterna sense excedir a 600V.

## Classificació dels EMM
CISPR 32 classifica els equips multimèdia (EMM) en dues classes:
- Classe B : aplica a EMM d'àmbit domèstic, oficina i indústria lleugera.
- Classe A : aplica a EMM d'àmbit industrial.

## Límits de pertorbacions conduïdes d'assaig
Límits de les pertorbacions conduïdes en les bornes d'alimentació pels equips de Classe A ː
| Banda de freqüència | Valor Quasi-cresta a distància  | Banda de freqüència | Valor mig    |
| 0,03 a 0,23 MHz     | 40 dB (uV) a 10m 47 dB(uV) a 3m | 1 a 3 MHz a 3m      | 56-60 dB(uV) |
| 0,23 a 1 MHz        | 50 dB(uV) a 10m 57 dB(uV) a 3m  | 3 a 6MHz a 3m       | 76-80 dB(uV) |

Límits de les pertorbacions conduïdes en les bornes d'alimentació pels equips de Classe B ː
| Banda de freqüència | Valor Quasi-cresta a distància  | Banda de freqüència | Valor mig    |
| 30 a 230 MHz        | 30 dB (uV) a 10m 37 dB(uV) a 3m | 1 a 3 MHz a 3m      | 50-54 dB(uV) |
| 230 a 1000 MHz      | 40 dB(uV) a 10m 47 dB(uV) a 3m  | 3 a 6 MHz a 3m      | 70-74 dB(uV) |